# Tempel-Swift-LINEARs komet
11P/Tempel-Swift-LINEAR är en periodisk komet.
Kometen upptäcktes första gången av Ernst Tempel den 27 november 1869. Denna gång följdes kometen bara under 39 dagar, varför en säker omloppsbana inte kunde bestämmas.
Den upptäcktes på nytt den 11 oktober 1880 av Lewis A. Swift. Efter någon månad insåg man att det rörde sig om samma komet som Tempels. Omloppstiden bestämdes till 5,5 år vilket gjorde att vartannat framträdande skulle bli svårobserverat. Kometen observerades nästa gång 1891-92. 1897 kom kometen nära Jupiter och omloppstiden förändrades, varför det dröjde till 1908 innan kometen observerades igen. 1911 och 1923 kom kometen åter nära Jupiter, varför omloppstiden blev 6 år och varje periheliepassage skulle komma att vara svårobserverad.
Nya försök att hitta kometen genomfördes 1949-50, 1963, 1969, 1976, 1989, 1995-6 utan att lyckas på grund av att omloppsbanan förändrats av fler saker än bara påverkan från andra himlakroppar. Slutligen den 7 december 2001 hittade Lincoln Near-Earth Asteroid Research ett objekt som visade sig vara den borttappade kometen.